# 號角報 (阿根廷)
號角報（直译：号角）是阿根廷最大的报纸，由Grupo Clarín出版。该报由罗伯托·诺布尔于1945年8月28日创办。该报是阿根廷最早以小报形式出版的报纸之一。1965年，该报成为阿根廷销量最高的报纸，1985年成为销量最高的西班牙语报纸。1999年，该报成立了一家媒体集团。1996年3月，號角報推出了該報的網站clarin.com。2011年4月，该网站在阿根廷每天有近600万独立访客，是阿根廷访问量最大的國內网站。